# Plaza Yrigoyen (Tucumán)
La Plaza Hipólito Yrigoyen es una plaza ubicada en San Miguel de Tucumán, Provincia de Tucumán, Argentina. Se encuentra entre las calles Congreso, 9 de julio, General Paz y pasaje Vélez Sarsfield frente al Palacio de Tribunales de la provincia.

## Historia
Originalmente el sitio de la plaza se había destinado para la construcción de una escuela normal nacional en 1888, pero la idea fue desestimada. Ya en 1892, el municipio de la capital encarga la realización de un mercado municipal ubicado en la media manzana colindante con calle Congreso, el cual fue finalizado en 1897 con el nombre de Mercado del Sud.
En 1908, la Municipalidad construye en el solar frente al mercado un espacio público denominado Plaza Humberto I por lo cual se debieron expropiar algunas propiedades particulares. Años después, en 1937, se demolió el Mercado del Sud para construir el nuevo Palacio de Tribunales enfrente de la plaza.
A principios de los años 40 el municipio de San Miguel de Tucumán manda a construir un nuevo espacio público en el lugar que ocupaba la plaza Humberto I, el cual se inauguró el 25 de enero de 1942 en un acto presidido por el intendente Roque Raúl Aragón. Esa plaza tomaba como nombre Plaza Hipólito Yrigoyen y también se inauguró una estatua de mármol en honor al ex presidente radical obra de la escultora Ernestina Azlor.
En 2014 se inauguró un monumento en homenaje al político y ex presidente de la Corte Suprema de Tucumán Arturo Ponsati al recordar su natalicio. Posteriormente, en el año 2016, se remodeló la plaza ya que se realizaron trabajos de limpieza, reparación de caminería y cercos e instalación de mobiliarios e iluminación nuevas.